# Heterocharax leptogrammus
Heterocharax leptogrammus és una espècie de peix de la família dels caràcids i de l'ordre dels caraciformes.

## Morfologia
- Els mascles poden assolir 3,4 cm de llargària total.
- Nombre de vèrtebres: 34.[2]

## Hàbitat
Viu en zones de clima tropical.

## Distribució geogràfica
Es troba a Sud-amèrica:  riu Negro i conca del riu Orinoco.